# Blahokeř trojmý

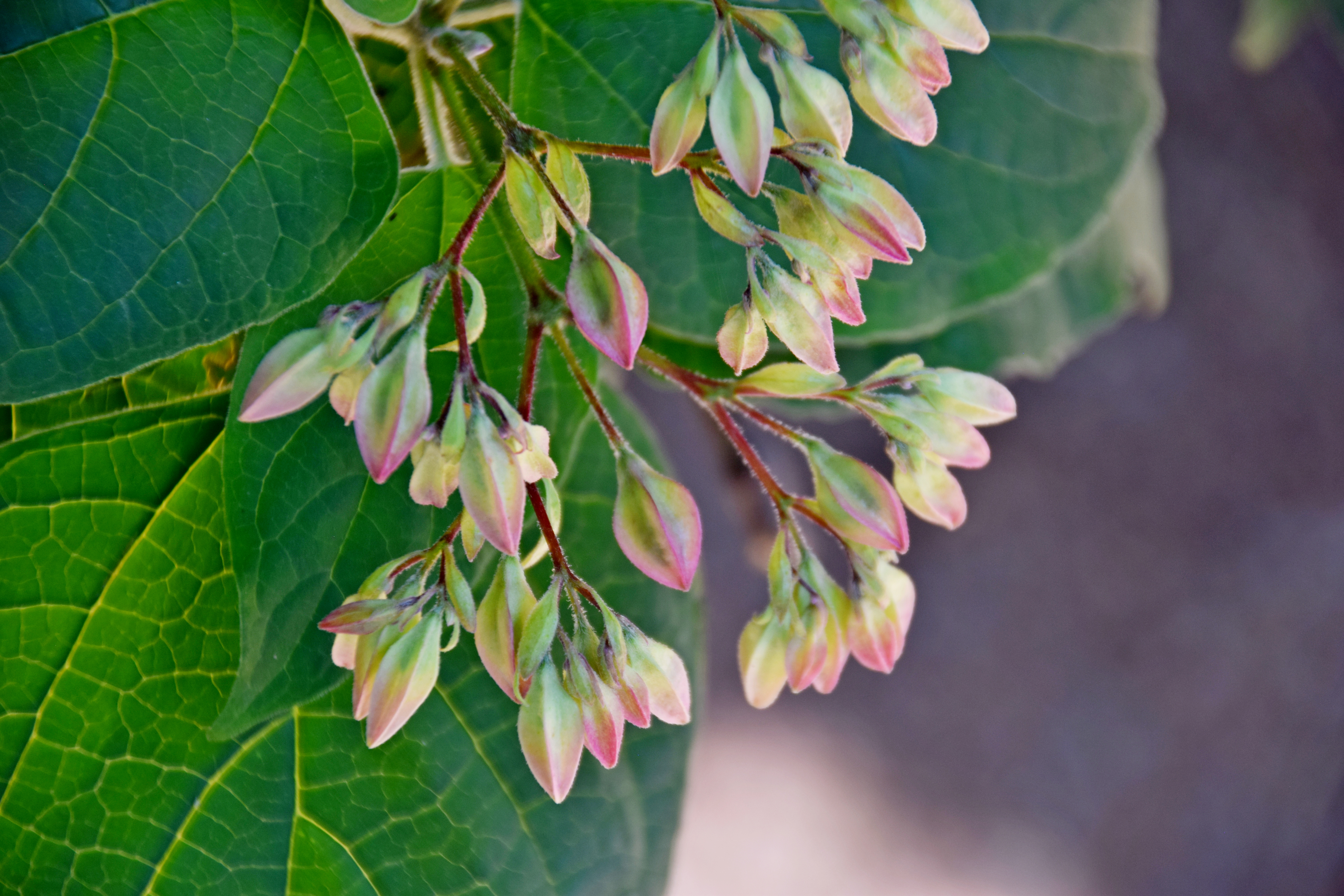
Nerozvité květy

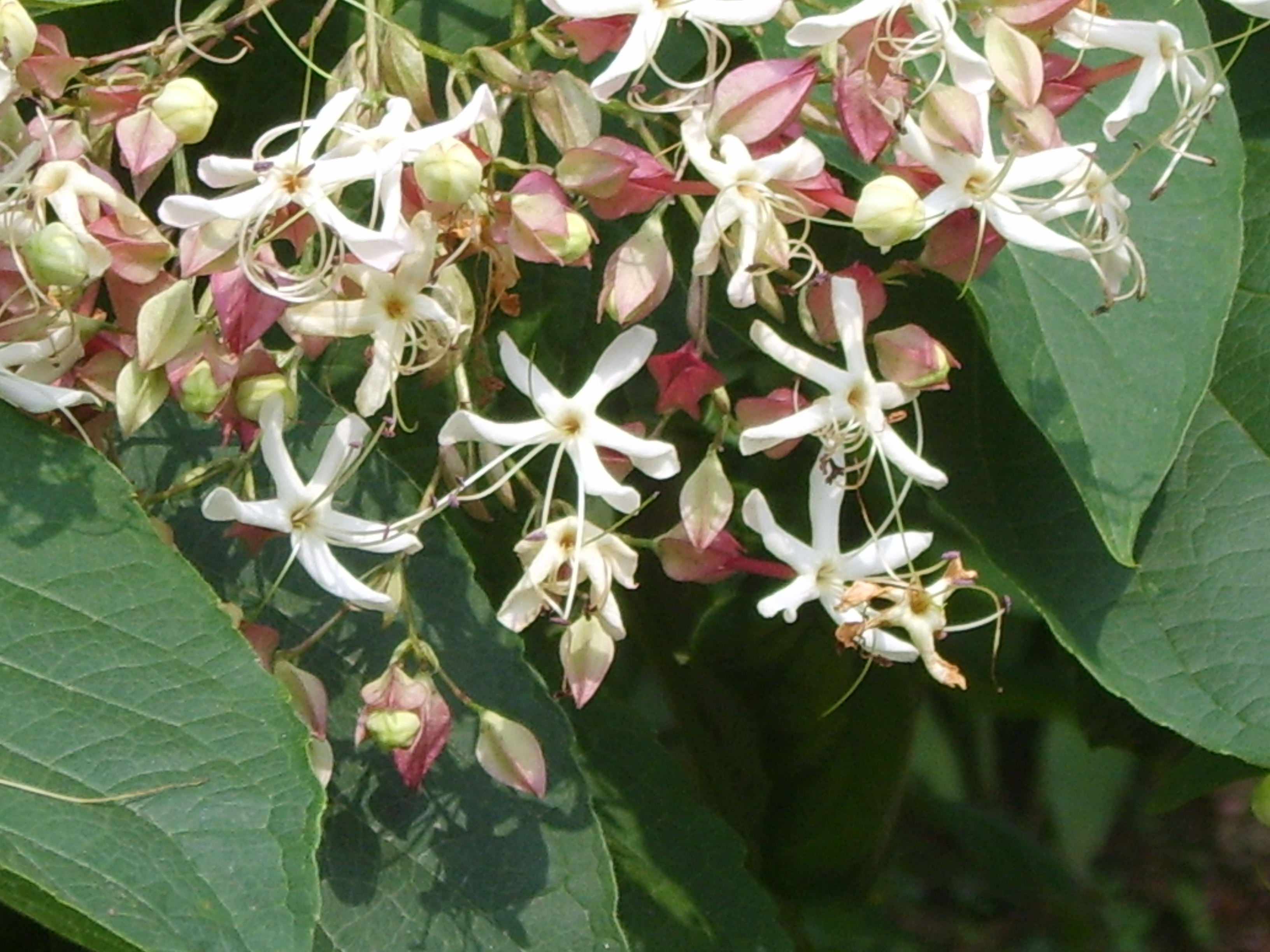
Květenství

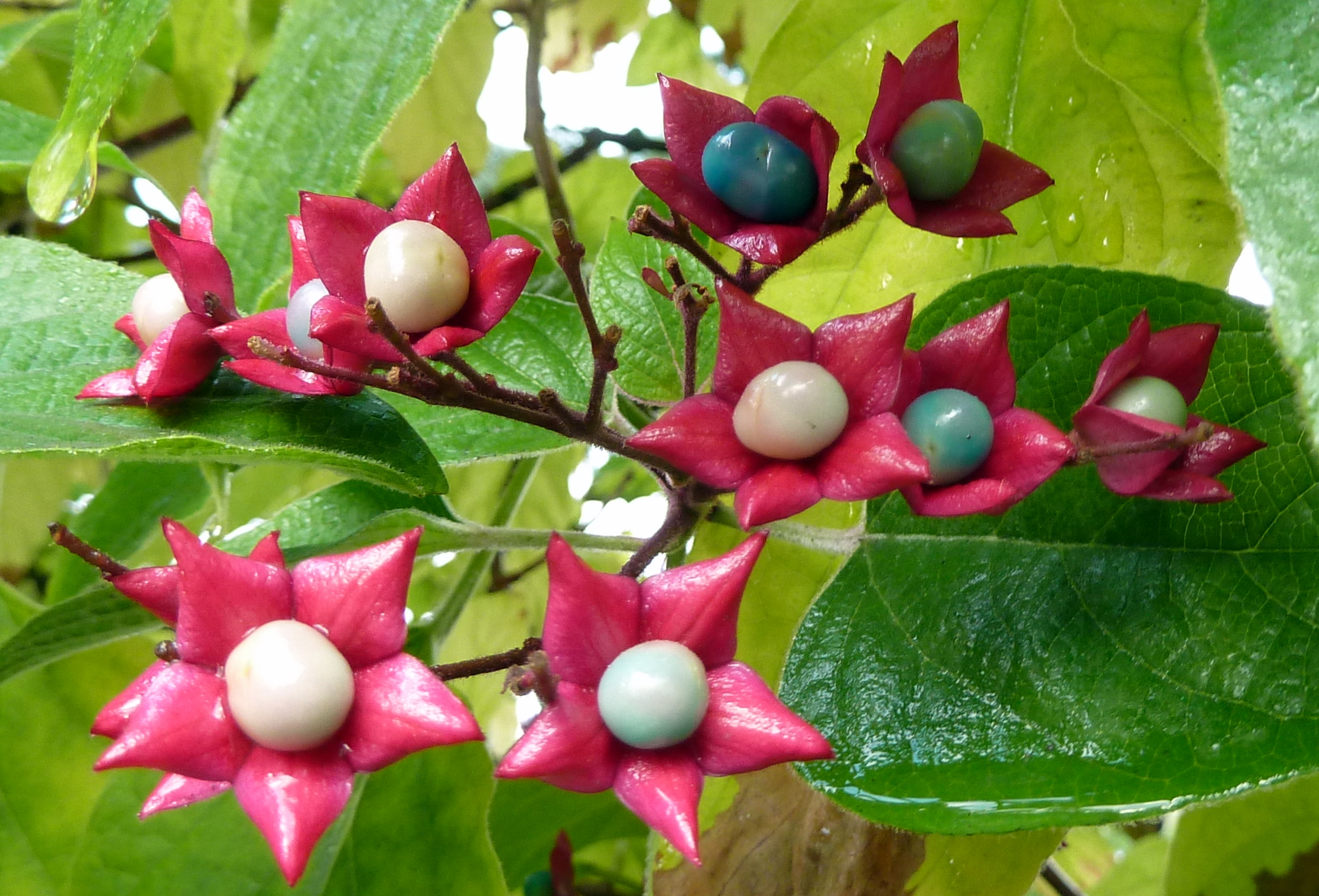
Zrající plody

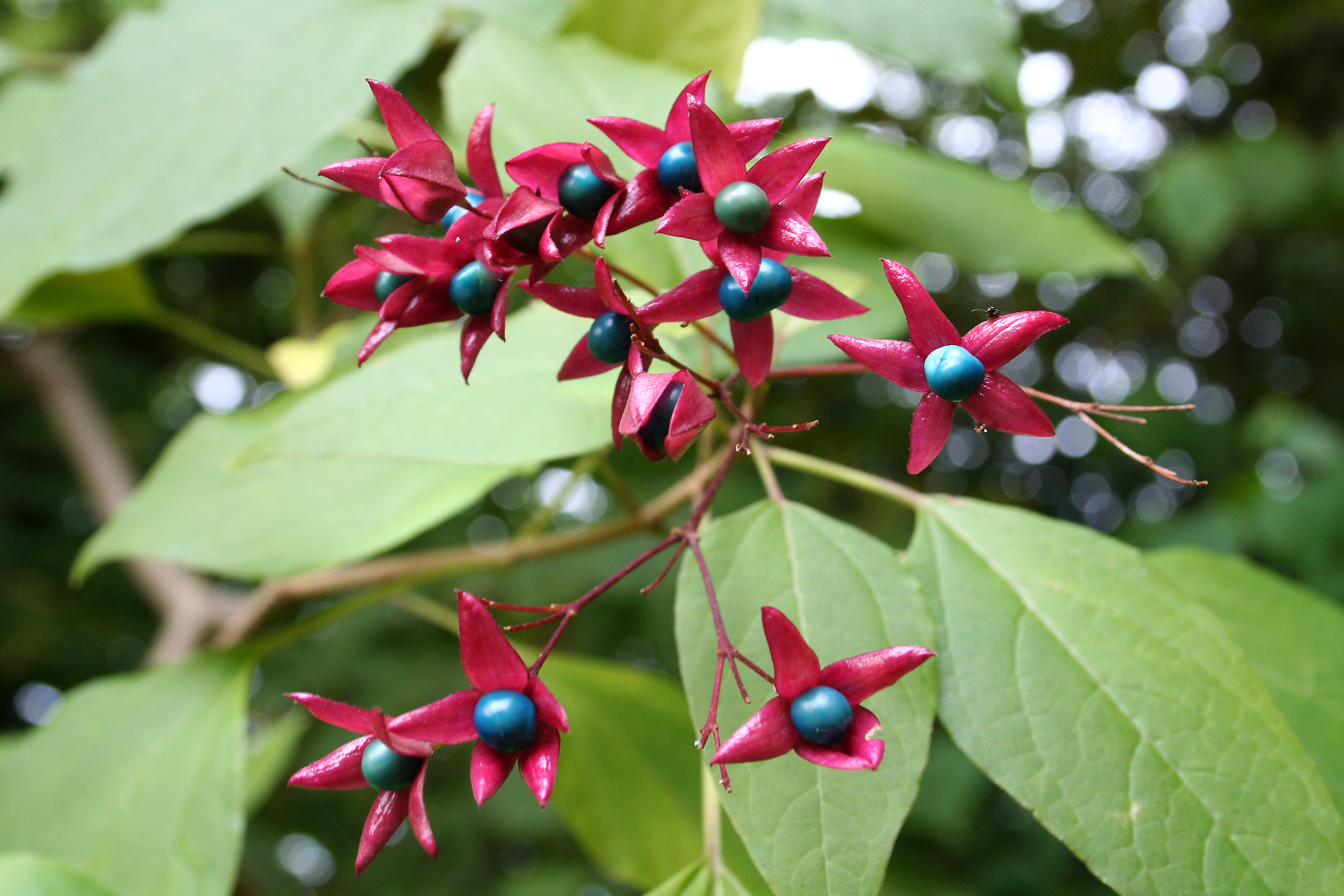
Zralé plody

Blahokeř trojmý (Clerodendrum trichotomum), česky též blahokeř pozdní, je listnatý, opadavý, nízký strom nebo keř, který po odkvětu upoutává pozornost purpurovými kalichy a později i modrými bobulemi. Vysazuje se v oblastech s teplým mírným až subtropickým klimatem jako okrasná zahradní dřevina. Pochází z východní Asie, je součásti rodu blahokeř tvořeného asi 150 druhy vyskytujícími se na obou polokoulích v subtropech i tropech. Rod blahokeř byl původně zařazen v čeledi sporýšovitých, odkud byl na základě analýzy DNA reklasifikován do čeledi hluchavkovitých.
Za jeho původní areál je považováno rozlehlé území v Číně (vyjma Tibetu a pouštních oblastí), Indii, na korejském poloostrově a ostrovech Japonska a Tchaj-wanu. Do evropské kultivace byl zaveden okolo roku 1800. Druhové jméno "trichotomum" odkazuje na trojčetné juvenilní listy, které na mladých rostlinách někdy vyrůstají.

## Ekologie
Nejlépe se mu daří v humózních, průběžně vlhkých půdách s dostatkem živin. Upřednostňuje mírně zastíněné stanoviště, které je chráněno před pravidelným studeným a suchým větrem, špatně snáší zasolenou půdu. Vystupuje až do nadmořské výšky 2400 m n. m. Je rostlinou částečně citlivou na mráz, v tuhých zimách namrzá, ale snadno regeneruje a opětovně kvete. V evropských podmínkách bývá většina pěstovaných odrůd mrazuvzdorných až do -17 °C. Keř vykvétá na závěr léta, v srpnu a září, plody dozrávají koncem října.

## Popis
Ve své domovině vyrůstá někdy jako strom s hladkým kmenem až 10 m vysoký, obvykle však to bývá keř se vzpřímenými, nepoléhavými větvemi; ve středoevropských klimatických podmínkách nebývají o mnoho delší než 2 m. Větve jsou zpočátku krátce chlupaté, později lysé, se zřetelnými lenticelami a jsou řídce porostlé jednoduchými, vstřícně vyrůstajícími listy na 2 až 8 cm dlouhých řapících. Jejich vejčitě eliptické čepele bývají dlouhé 5 až 16 cm a široké 2 až 13 cm, u báze jsou srdčité nebo široce klínovité, na vrcholu mají protaženou špičku, po obvodě jsou celistvé a zřídka vlnité, mají tři až pět párů žilek a na svrchní straně jsou světle a na spodní tmavě zelené. Po rozemnutí vydávají výraznou vůni. S příchodem mrazu listy opadají, aniž by změnily svou barvu.
Květy jsou bílé, příjemně vonící, 2 až 3 cm široké, vyrůstají v úžlabních, 8 až 18 cm velkých, bohatých vrcholičnatých květenstvích s 3 až 6 cm dlouhou, ochablou stopkou. Jsou pětičetné, oboupohlavné a jejich eliptické listeny brzy opadávají. Vytrvalý kalich mají zelený, pět jeho laloků je trojúhelníkovitě kopinatých až vejčitých, na vrcholu zašpičatělých. Koruna má pět podlouhlých lístků, jsou bílé, řidčeji narůžovělé, asi 1 cm dlouhé a 5 mm široké a krátkou štíhlou trubku, z které daleko ční pět tyčinek s prašníky a o málo kratší čnělka s dvoulaločnou bliznou. Semeník vznikl ze dvou plodolistů a je čtyřpouzdrý. Květy produkují nektar, pro který přilétají opylující včely i motýli.
Po opylení se kalich nafoukne, zvětší se a obarví červeně až purpurově a na téměř měsíc se uzavře, kryje vyvíjející se plod. Asi za měsíc se zavřený kalich otevře a odhalí zářivě modrý, později černý, kulovitý plod, který je 6 až 8 mm velký a obsahuje čtyři drobná semena.

## Rozmnožování
Blahokeř trojmý se přirozeně rozmnožuje vegetativně, starší keře mají dokonce tendenci vrůstat svými výhonky do prostoru jiných i dosti vzdálených rostlin a tam vytvářet nové keře, což se může jevit i jako počínání invazního druhu. Také z větších kousků zapomenutých, nevyklučených kořenů v zemi po zrušených keřích často opět vyrůstají noví jedinci. V zahradnictví se keř nejčastěji rozmnožuje jarním řízkováním. Generativní rozmnožování je problematické, neboť pro vznik klíčivých semen musí být květ opylen pylem z keře jiného klonu.

## Využití
Mimo okrasné hodnoty rostliny jsou využívány i její mladé výhonky a listy, a to kulinářsky, jako součást asijských pokrmů. Výluh z listů působí analgeticky a snižuje krevní tlak. Pravidelným odstraňováním postranních větví a ponecháním pouze jediné lze z keře vypěstovat nevysoký strom s hladkým kmenem.